# Ninja rang (Naruto)
I manga- og animeserien Naruto findes der et rangsystem for ninjaer, der bruges til at give en vurdering af deres respektive evner, hvilket blandt andet afgør hvilke missioner de må fuldføre. For at stige i rang skal man først bestå en eksamen (hver rang har sin egen eksamen) som kan være potentielt livsfarlig.

## Akademielev
En person som undervises på et ninjaakademi anses som en "ninja-i-træning", dog uden at bære den egentlige titel, "ninja". På disse akademier lærer eleverne de mest grundlæggende ninjutsu, taijutsu, våbenkundskab, hvordan man former chakra, osv. De bedste elever kan graduere allerede efter et enkelt år, dog graduere størstedelen dog først som 12-årige. Ved gradueringsceremonien får de som består en pandebeskytter med et indgraveret symbol for deres landsby, som tegn på at de nu bærer titlen "ninja".

## Genin
Genin (下忍, genin, bogstavelig "Nedre Ninja") er den laveste rang af ninjaer. Efter gradueringen ninjaakademiet bliver alle de beståede elever sat ind i tremandshold og sat på en endelig prøve. Prøverne er forskellige, og bestemmes af den højere-rangerede ninja (typisk Chunin eller Jonin), som sættes til at skulle lede holdet hvis de består prøven. 
Geniner får kun D-rang-missioner (de lavest rangerede missioner), som typisk består af "småjobs", så som rengøring eller at luge ukrudt fra marker. Geninhold med potentiale eller et hold, der har været genin et par år, kan nogle gange få en C-rang-mission, som inkluderer lidt farligere missioner, fx eskortetjeneste der ikke bærer risiko for overfald af højtrangerede, fjendtlige ninjaer.

## Chunin
Chunin (中忍, Chūnin, bogstavelig "Middel Ninja") er mere erfarne ninjaer, som har bestået Chunin-eksamenen. Eksamenen er forskellig fra gang til gang og holdes to gange årligt, og alle deltagere skal skrives op til prøven i de hold de normalt arbejder i. Selvom eksamenerne er forskellige, er der for det meste en skriftlig eksamen, en overlevelsesprøve og en elimineringsturnering til sidst. Hver del skal bestås for at få lov til at fortsætte til den næste del. Da de to sidstnævnte er potentielt livsfarlige, eftersom det er tilladt at dræbe sin modstander, gives alle ninjaer en chance for at droppe ud og tage hele prøven om næste gang. Dog, hvis en vælger at droppe ud, diskvalificeres de to andre på holdet automatisk. Elimineringsturnering skal ikke nødvendigvis vindes; det handler primært om at demonstrere sine evner for tilskuerne og for de respektive Kage, som overværer kampene. For eksempel gav Shikamaru op under sin første kamp, men var alligevel den eneste i den årgang, som blev en Chunin. 
En Chunin kan blive ansat som lærer på ninjaakademiet eller som leder for et tremands-hold af Geniner, fordi de har mere erfaring end disse. Et hold bestående af Chuniner må sendes ud på C- eller B-rang missioner.

## Tokubetsu Jonin
Tokubetsu Jōnin, bogstaveligt "Speciel Øvre Ninja") har i modsætning til normale Jonin (se nedenfor), som er balancerede i deres evner, kun en enkelt evne eller område der er på niveau med en Jonins, mens resten er på Chunin eller måske endda kun Genin niveau. De anvendes derfor som specialister i netop det område, men anses som lavere rangerede end Jonin, på grund af deres manglende evner i de øvrige områder. f.eks. er Ibiki en Tokubetsu Jonin. Han er ekspert i afhøring og tortur men ikke ekspert i andre ninja områder såsom taijutsu.

## Jonin
Jonin (上忍, Jōnin, bogstavligelig "Øvre Ninja") er specielt højt erfarne ninjaer med meget høje individuelle evner og tjener som militære kaptajner og ledere af tremands-hold af lavere rangerede ninjaer. Det er stadig uvist helt præcist hvordan en ninja bliver forfremmet til Jonin, men det menes at de udpeges af landsbyens respektive Kage. De bliver sat ud på A-rang og B-rang missioner, og specielt stærke Joniner bliver endda sat på S-rang missioner, hvilket er de sværeste missioner. Alle Jonin kan benytte jutsu af mindst to forskellige elementtyper.
Jonin udtales i flere tilfælde som Jounin (上忍)

## Kage
Kage (影, Kage, bogstaveligt "Skygge") er den højeste rang en ninja kan få. Kage-rangerede ninjaer er ledere for deres respektive landsby og typisk også den stærkeste ninja i den. Kage rangen er permanent, hvilket betyder at selvom en Kage giver lederskabet for landsbyen videre til den næste kage, beholde denne sin rang, men er dog ikke længere aktivt som leder. 
Der findes fem forskellige kager: Raikage, Hokage, Kazekage, Tsuchikage og Mizukage.